# Resolució 1196 del Consell de Seguretat de les Nacions Unides
La Resolució 1196 del Consell de Seguretat de les Nacions Unides fou adoptada per unanimitat el 9 de setembre de 1998.
després de recordar la Resolució 1170 (1998) sobre Àfrica el Consell va debatre sobre la importància d'enfortir l'efectivitat de l'embargament d'armes en diversos països del continent.
El Consell de Seguretat va examinar les recomanacions en un informe del Secretari General Kofi Annan sobre "Les causes del conflicte i el foment de la pau duradora i el desenvolupament sostenible a l'Àfrica" pel que fa al reforçament dels embargaments d'armes i la indisponibilitat d'armes. Va tenir en compte la Declaració del Caire del 1993 que va estipular que l'Organització de la Unitat Africana (OUA) preveuria i previndria conflictes com a objectiu primordial i reafirmava la responsabilitat de tots els estats de solucionar les seves diferències pacíficament.
La resolució va reiterar les obligacions de tots els estats per implementar les decisions del Consell de Seguretat relatives als embargaments d'armes i se'ls va animar a fer de violacions als embargaments un delicte. Va encoratjar el control millorat dels embargaments d'armes a través d'intercanvis d'informació regionals, com per exemple a través de la OUA, la Comunitat Econòmica dels Estats de l'Àfrica Occidental (ECOWAS), la Comunitat de Desenvolupament de l'Àfrica Austral (SADC) i l'Autoritat Intergovernamental pel Desenvolupament (IGAD). Tots els estats van informar sobre violacions dels embargaments d'armes.
El Consell va expressar la seva voluntat de considerar totes les mesures apropiades per fer complir els embargaments d'armes mitjançant controls fronterers o investigacions sobre el tràfic d'armes. La resolució conclou subratllant que els embargaments d'armes imposats pel Consell tenien objectius i disposicions clars per revisar-los una vegada que es complissin els objectius.